# Nino-Klukkert-Hafen

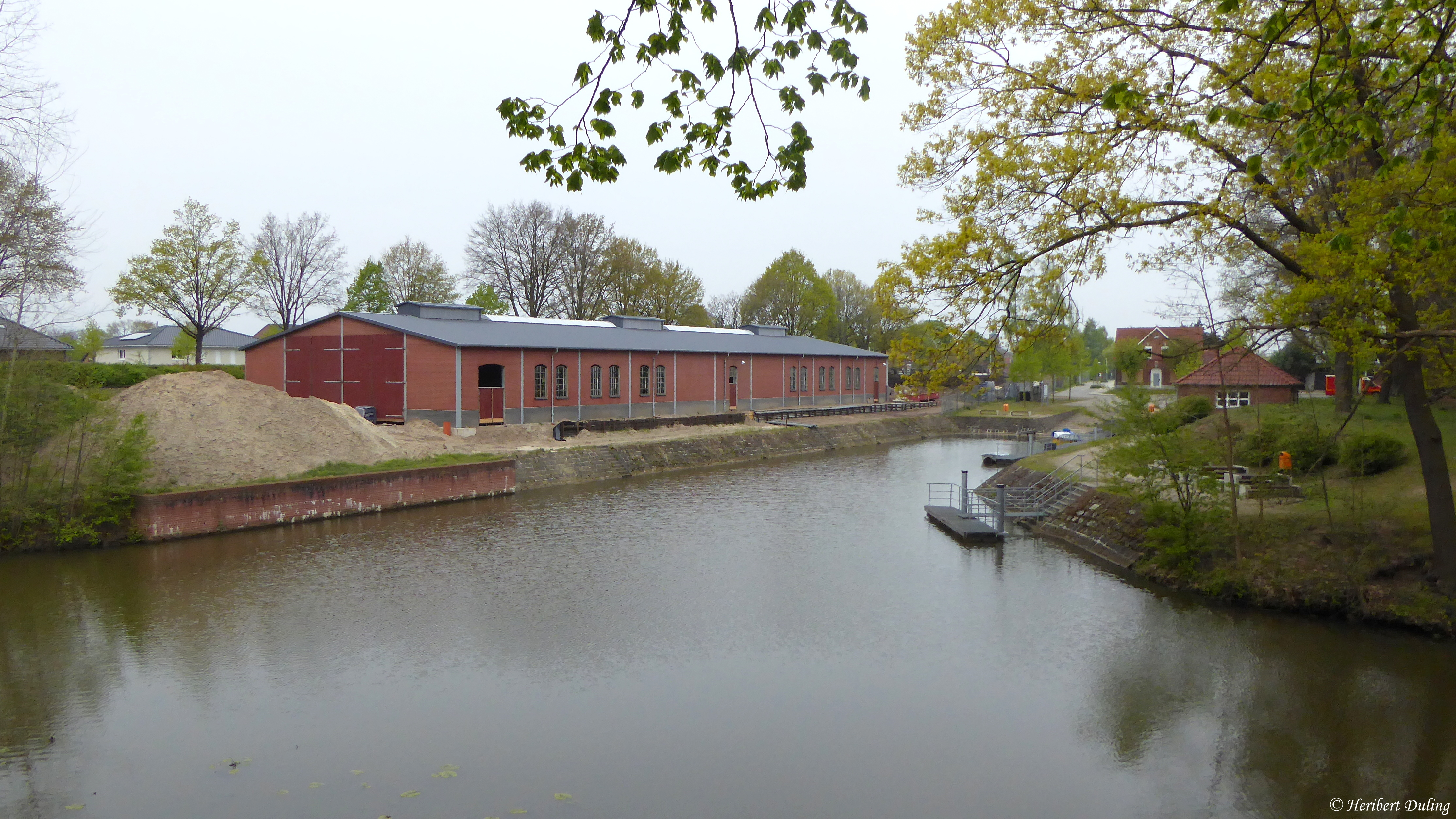
Nino-Klukkert-Hafen, 2017

Der Nino-Klukkert-Hafen, auch Klukkert-Hafen oder Nino-Hafen genannt, liegt am Nordhorn-Almelo-Kanal an der Augustastraße auf der Höhe der Kanalbrücke Gildehauser Weg in Nordhorn (Landkreis Grafschaft Bentheim in Niedersachsen).

## Geschichte
Der Hafen wurde am 30. Juni 1904 – einige Jahre nach dem Bau des Kanals – eröffnet, weil man sich vorher noch nicht darüber im Klaren war, wo der endgültige Standort sein sollte. Letztlich wählte man die Bahnüberführung als Bauplatz, der sich als ein idealer Umschlagplatz für Frachtgut anbot. Das Hafenbecken ist rund 100 Meter lang und 25 Meter breit und bot somit vier Kähnen Platz für den Warenumschlag. Auf der westlichen Seite konnte direkt von und zur Bahn geladen werden. Auf der Ostseite fuhren die Pferdefuhrwerke über die Hafenstraße an und über die Bentheimer Straße wieder ab. Die Baukosten betrugen 64 000 Mark; von dieser Summe wurde ein großer Teil durch die heimische Textilindustrie übernommen. Die in Lingen ansässige Firma August Klukkert baute um 1910 ein Lagerhaus für den Umschlag von Getreide und Futtermitteln. Weiterhin nutzten die Firmen Niehues & Dütting (NINO) und Povel die Anlagen. Ende der 1920er Jahre wurde der Hafen zur Anlieferung von Baumaterial für das Povel-Werk II genutzt. Als Niehues & Dütting einen eigenen Kohleumschlagplatz errichtete, verlor der Hafen seine wirtschaftliche Bedeutung, nachdem er bereits vor dem Zweiten Weltkrieg als Güterumschlagsplatz keine Bedeutung mehr hatte. Das Hafenbecken diente noch als Wendeplatz für die Kohlekähne. Nachdem die heimische Industrie 1965 ihre Feuerung auf Erdgas umgestellt hatte, wurde die Schifffahrt auf dem Kanal eingestellt. Dies war in den Niederlanden bereits 1961 geschehen. In der Folge trennte die NINO AG die Hafeneinfahrt mit zwei Spundwänden ab und verwendete sie als Brauchwasserspeicher.

## Heutige Situation

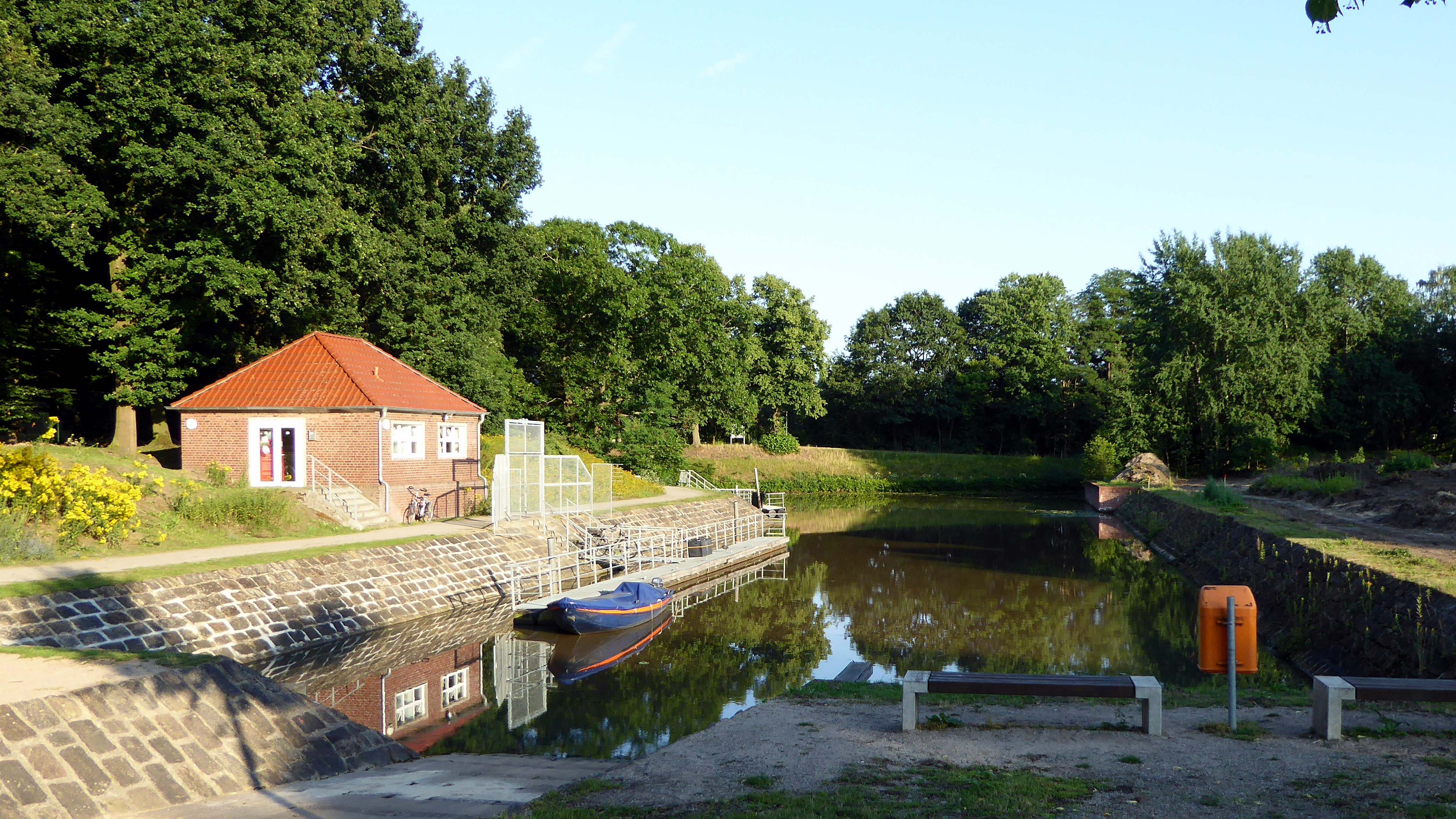
Klukkert-Hafen

Ende der 1990er Jahre wurden Pläne zur Reaktivierung des Kanalnetzes (Kanalvision) entwickelt; in diesen Rahmen wurde auch der Nino-Klukkert-Hafen eingebunden. Mit einer Spende der Niedersächsischen Sparkassenstiftung (135 000 €) sowie einer finanziellen Beteiligung von Bund, Land, Landkreis und Stadt (265 000 €) wurde unter anderem das Areal von Wildwuchs befreit und das Hafenbecken gereinigt und restauriert. Der Nino-Klukkert-Hafen wurde am 6. Mai 2006 durch den damaligen niedersächsischen Ministerpräsidenten Christian Wulff zum zweiten Mal eröffnet. Neuer Bestandteil war eine Slipanlage. Mit dieser Schrägrampe können Boote ins Wasser gebracht werden. 
Der Nino-Klukkert-Hafen steht als Teil des Nordhorn-Almelo-Kanals einschließlich der begleitenden Alleen unter Denkmalschutz und ist nach § 3 Abs. 3 NDSchG ein Baudenkmal.
Neben dem Nino-Klukkert-Hafen gab es in Nordhorn den ehemaligen Stadthafen in der Innenstadt sowie die Anlegestellen der drei großen Textilfirmen Povel am Nordhorn-Almelo-Kanal, NINO (Nordhorn-Almelo-Kanal auf der Höhe des NINO-Verwaltungsgebäudes, Bentheimer Straße) und Rawe („Rawe-Anleger“, Ems-Vechte-Kanal auf Höhe der Wietmarscher Straße).
Bis auf den Nino-Klukkert-Hafen und den Rawe-Anleger sind heute keine Häfen oder Anlegestellen mehr in Nordhorn sichtbar bzw. wurden nicht in die Kanalvision eingebunden.